# Rapsody
Pour les articles ayant des titres homophones, voir Rhapsody, Rapsodie et Rhapsodie.
Ne doit pas être confondu avec The Rapsody Overture.
Marlanna Evans, dite Rapsody, née le 21 janvier 1983 à Wilson, en Caroline du Nord, est une rappeuse américaine.

## Biographie
Rapsody commence sa carrière comme membre du groupe de rap Kooley High. Sa carrière solo démarre en 2008 après avoir signé un contrat sur le label de 9th Wonder, It's a Wonderful World Music Group.
En décembre 2010, elle publie une mixtape, Return of the B-Girl, largement produite par 9th Wonder mais sur laquelle on trouve également une production de DJ Premier (I'm Ready) et des featurings de Rah Digga, Mac Miller, Skyzoo ou encore Big Daddy Kane. En mai 2011, Rapsody assure la première partie de l'Incredibly Dope Tour de Mac Miller pour quinze dates. Le 21 juin 2011, elle sort une nouvelle mixtape, Thank H.E.R. Now. Bien accueilli par la critique, cet opus comprend des featurings de Marsha Ambrosius, Estelle, Raekwon, Jean Grae, Murs et Big K.R.I.T.. Le 15 novembre 2011, elle publie For Everything, une mixtape en téléchargement gratuit sur DJBooth. Fin 2011, elle rejoint Phonte et 9th Wonder sur leur tournée.
Le 28 août 2012, la rappeuse publie son premier album studio, The Idea of Beautiful.
En 2018, elle est l'une des têtes d'affiche du festival lesbien californien, le Dinah Shore.

## Style et influences
Rapsody est connue pour utiliser des rimes complexes, des métaphores et des jeux de mots dans ses textes. Elle cite Jay-Z, 9th Wonder, Mos Def, Lauryn Hill et MC Lyte comme ses principales influences musicales.
Dans une interview donnée au magazine Vibe, Rapsody déclare que pour elle « la culture [hip-hop] prévalait sur le reste » : « Pour moi, la culture est plus importante que l'argent et que le reste. Je fais de la musique pour les gens qui ont cette culture ; ça vient en premier. [...] C'est ce qui est important pour moi, juste préserver et respecter la culture. »

## Discographie

### Albums studio
- 2012 - The Idea of Beautiful
- 2017 - Laila's Wisdom
- 2019 - Eve
- 2024 - Please Don’t Cry

### Mixtapes
- 2010 : Rapsody Replay
- 2010 : Return of the B-Girl
- 2011 : Thank H.E.R. Now
- 2011 : For Everything
- 2013 : She Got Game

### EPs
- 2012 : The Black Mamba
- 2014 : Beauty and the Beast